# تارو سوگیموتو
تارو سوگیموتو (به انگلیسی: Taro Sugimoto) بازیکن فوتبال اهل ژاپن و عضو باشگاه فوتبال کاشیما آنتلرز است.